# Villejésus
Villejésus é uma comuna francesa na região administrativa da Nova Aquitânia, no departamento de Charente. Estende-se por uma área de 17,23 km². Em 2010 a comuna tinha 571 habitantes (densidade: 33,1 hab./km²).